# André Testut
André Testut (13 de abril de 1926 – 24 de setembro de 2005) foi um automobilista francês
Correndo com a bandeira do principado de Mônaco, Testut tentou se classificar para duas edições do Grande Prêmio de Mônaco, em 1958 e 1959, sem sucesso.